# (7058) Al-Ṭūsī
(7058) Al-Ṭūsī ist ein Asteroid des inneren Hauptgürtels, der am 16. September 1990 vom US-amerikanischen Astronomen Henry H. Holt am Palomar-Observatorium (IAU-Code 675) auf dem Gipfel des Palomar Mountain etwa 80 Kilometer nordöstlich von San Diego entdeckt wurde.
Der Asteroid wurde am 14. November 2016 nach dem persischen Mathematiker und Astronomen Sharaf al-Din al-Tusi (~ 1135–1213) aus Zentralasien, der ein Stab-Astrolabium erfand und darüber veröffentlichte, und das Horner-Schema zur Nullstellenberechnung kubischer Polynome fand,
benannt.